# 国立中央科学馆磁悬浮列车
国立中央科学馆磁悬浮列车（：／ Gungnip-jungang-gwahakgwan jagi-busang-yeolcha */?）是位於韓國大田廣域市儒城區的國立中央科學館和EXPO科學公園之間的磁懸浮列車系統，路線全長995米。

## 概況
為應對1993年世界博览会在大田廣域市的召開，在國立中央科學館和EXPO科學公園之間開通了磁懸浮列車。在運營初期採取免費乘坐的方式，直至2011年12月1日因國立中央科學館的門票價格發生變化后，改為付費搭乘（成人1000韩圆，兒童500韩圆），因此成為了韓國第一條商業運行的磁懸浮路線。
目前，該路線有經世博園的EXPO科學公園延長至植物園的計劃。目前正在施工中，實際運行路線里程暫時縮短至450米，而EXPO站亦已關閉。

## 使用車型

### 現用車輛
- UTM-02

### 過去用車輛
- HML-03

## 其他
儘管該路線設計最高速度為80千米/時，但因路線長度問題，實際運營最高速度僅為30千米/時。目前，該路線也是韓國客運鐵路里程最短的路線。